# کنگیام
کنگیام (به انگلیسی: Kangeyam) یک منطقهٔ مسکونی در هند است که در Kangeyam taluk واقع شده‌است. کنگیام ۲۲٫۱۷ کیلومتر مربع مساحت و ۳۲٬۱۴۷ نفر جمعیت دارد و ۳۱۰ متر بالاتر از سطح دریا واقع شده‌است.